# Feedback-Effekt
Feedback-Effekte (englisch feedback, „Rückkopplung“) sind in der Netzwerkökonomik sich selbst verstärkende Rückkopplungseffekte, die sowohl einzeln bei Netzwerk-, Skalen- und Lock-in-Effekten als auch kombiniert zwischen diesen auftreten können.

## Allgemeines
Die deutsche Fachliteratur spricht von „Feedback-Effekten“, während in der englischen Literatur von „Rücklauf“ (englisch return, increasing/decreasing return) die Rede ist. Feedback-Effekte tauchen stets im Zusammenhang mit Netzwerk-, Skalen- und Lock-in-Effekten auf. Sie verstärken Brian Arthur zufolge bei diesen aus dem System heraus einen positiven oder negativen Trend.
Besitzt beispielsweise der Anbieter eines Produkts auf dem Gütermarkt die Kostenführerschaft, so kann er die Marktpreise senken und weitere Güternachfrage auf sich lenken, so dass ein Ausbau seines Marktanteils wahrscheinlich wird, wodurch die Stückkosten weiter sinken (Kostendegression) und die Marktstellung des Anbieters festigen. Für das kostengünstig anbietende Unternehmen ist dies ein positiver Netzwerkeffekt und auch ein positiver Feedback-Effekt, weil sich die Tendenz aus sich selbst heraus verstärkt. Dagegen führt dies bei der Marktanteile verlierenden Konkurrenz zu negativen Netzwerk- und Feedback-Effekten.
Beim Erreichen der kritischen Masse (englisch Tipping-Point) an Benutzern (Netzwerk) oder Kunden (von Produkten oder Dienstleistungen) wird der Nutzwert eines Netzwerks oder Unternehmens so groß, dass nahezu ohne weitere Anstrengung weitere Benutzer oder Kunden gefunden werden können und damit die Attraktivität des Systems nachhaltig gesteigert wird.

## Arten
Unterschieden wird allgemein zwischen positiven und negativen Feedback-Effekten. Bei positiven Effekten besteht beispielsweise die Tendenz, dass marktbeherrschende Anbieter ihre Marktstellung immer weiter ausbauen und an Marktmacht gewinnen (Monopolisierung), während unterlegene Anbieter an Bedeutung verlieren. Bei negativen Feedback-Effekten verschlechtert sich die Wettbewerbsposition eines dominierenden Anbieters stetig, während unterlegene Anbieter immer weiter an Bedeutung gewinnen. Negative Feedback-Effekte werden in der Netzwerkökonomik nicht besonders betrachtet, weil den positiven Effekten ein wesentlich höheres Potenzial unterstellt wird.

## Kombinationen
Die Literatur ordnet diesen Arten drei Kombinationen zu:
- Feedback-Effekte bei Netzwerkeffekten: Es wird angenommen, dass der durch die größere Anzahl von Benutzern (direkter Netzwerkeffekt) oder die größere Auswahl von Komplementärgütern (indirekter Netzwerkeffekt) steigende Nutzen eines Gutes mit hoher Wahrscheinlichkeit seine bessere Verbreitung zur Folge hat.
- Den Feedback-Effekten bei Skaleneffekten liegt die Annahme zugrunde, dass ein Marktführer eines Gutes mit hohem Marktanteil eine wesentlich höhere Kostendegression erreicht, die es ihm ermöglicht, seinen Marktpreis zu senken (siehe Gesetz der Massenproduktion) und seine Marktstellung weiter auszubauen.
- Feedback-Effekte entstehen auch bei Lock-in-Effekten: Die durch hohe Wechselkosten bedingte geringere Wahrscheinlichkeit eines Produktwechsels drückt sich in einer stärkeren Kundenbindung an das Produkt aus. Verbraucher werden sich nur für den Fall, dass der Nutzen eines anderen Gutes die Wechselkosten kompensiert, sich für das andere Produkt entscheiden.

Ein Feedbackeffekt liegt beispielsweise vor, wenn jemand in Google einen Suchbegriff einzugeben versucht und ihm Google sofort einen Vorschlag unterbreitet. Dieser Vorschlag beruht auf Feedbackdaten, weil andere Nutzer vorher Google bereits danach durchsucht hatten. In der Informatik werden solche Feedbackdaten durch Algorithmen ausgewertet.

## Wirtschaftliche Aspekte
Skaleneffekte treten bei Großunternehmen auf, weil sie ihre Produktionsfaktoren bei höherer Ausbringung zunehmend wirtschaftlicher einsetzen können, Synergieeffekte nutzen und dadurch preiswerter produzieren können. Das Marktwachstum geht hierbei vom Angebot aus. Demgegenüber entstehen positive Feedbackeffekte auf Netzwerkmärkten durch die Nachfrage. Ist die kritische Masse für den Beginn von Feedbackeffekten erreicht, wollen die meisten Netzbenutzer um der Netzeffekte willen nur noch zum führenden Netzwerk gehören.
Positive Netzwerkeffekte erhöhen den Nutzen, Skaleneffekte verringern die Kosten und positive Feedback-Effekte verbessern die Produkt- oder Dienstleistungsqualität, negative führen zum Gegenteil.
Insbesondere digitale Güter sind von Feedback-Effekten betroffen. Die drei Kombinationen bedingen einander und führen dazu, dass ein Akteur mit dominierendem Marktanteil noch dominierender wird und dadurch seine Konkurrenten schwächt. Es ist vorhersehbar, dass Feedbackeffekte die Wertschöpfung rund um die künstliche Intelligenz und weitere neue Technologien beherrschen werden.